# Domenico Marocchino
Domenico Marocchino (Vercelli, Provincia de Vercelli, Italia, 5 de mayo de 1957) es un exfutbolista italiano. Se desempeñaba en la posición de centrocampista.

## Selección nacional
Fue internacional con la selección de fútbol de Italia en 1 ocasión. Debutó el 5 de diciembre de 1981, en un encuentro ante la selección de Luxemburgo que finalizó con marcador de 1-0 a favor de los italianos.

## Clubes
| Club               | País   | Año         |
| ------------------ | ------ | ----------- |
| A. S. Juniorcasale | Italia | 1976 - 1977 |
| U. S. Cremonese    | Italia | 1977 - 1978 |
| Atalanta B. C.     | Italia | 1978 - 1979 |
| Juventus F. C.     | Italia | 1979 - 1983 |
| U. C. Sampdoria    | Italia | 1983 - 1984 |
| Bologna F. C.      | Italia | 1984 - 1987 |
| Casale Calcio      | Italia | 1987 - 1988 |
| Valenzana Calcio   | Italia | 1988 - 1992 |

## Palmarés

### Campeonatos nacionales
| Título      | Club           | País   | Año     |
| ----------- | -------------- | ------ | ------- |
| Serie A     | Juventus F. C. | Italia | 1980-81 |
| Serie A     | Juventus F. C. | Italia | 1981-82 |
| Copa Italia | Juventus F. C. | Italia | 1982-83 |